# Nikolaj Antonov
Nikolaj Jakimov Antonov (in bulgaro Николай Якимов Антонов?; Razgrad, 17 agosto 1968) è un ex velocista e lunghista bulgaro.

## Palmarès

### Mondiali indoor
- 1 medaglia:
  - 1 oro (Siviglia 1991 nei 200 m piani)

### Europei indoor
- 3 medaglie:
  - 1 oro (Genova 1992 nei 200 m piani)
  - 2 argenti (Budapest 1988 nei 200 m piani; Glasgow 1990 nei 200 m piani)